# 天主教辛塞萊霍教區
天主教辛塞萊霍教區（拉丁語：Dioecesis Sinceleiensis）是哥倫比亞一個羅馬天主教教區，屬卡塔赫納總教區。
教區成立於1969年4月25日，位於蘇克雷省。2004年有教友671,816人，佔轄區總人口80.0%。教區下轄四十二個堂區，有五十五名司鐸。現任教區主教為内尔·贝尔特朗·桑塔马里亚。